# Rolf Apitzsch
| Odkryte planetoidy: 89    | Odkryte planetoidy: 89 |
| ------------------------- | ---------------------- |
| (117506) Wildberg         | 5 lutego 2005          |
| (144496) Reingard         | 14 marca 2004          |
| (192158) Christian        | 14 grudnia 2006        |
| (198700) Nataliegrunewald | 5 lutego 2005          |
| (210174) Vossenkuhl       | 16 października 2006   |
| (216893) Navina           | 28 lutego 2009         |
| (217601) 2008 JZ14        | 6 maja 2008            |
| (218900) Gabybuchholz     | 8 marca 2007           |
| (218901) Gerdbuchholz     | 10 marca 2007          |
| (220495) Margarethe       | 17 lutego 2004         |
| (224962) Michaelgrunewald | 11 marca 2007          |
| (225225) Ninagrunewald    | 26 września 2008       |
| (225239) Ruthproell       | 19 sierpnia 2009       |
| (229825) 2008 UB5         | 25 października 2008   |
| (233653) Rether           | 23 sierpnia 2008       |
| (233707) Alfons           | 26 września 2008       |
| (233880) Urbanpriol       | 26 listopada 2008      |
| (236800) Broder           | 24 sierpnia 2007       |
| (236810) Rutten           | 9 września 2007        |
| (237329) 2009 CA4         | 4 lutego 2009          |
| (243094) Dirlewanger      | 6 września 2007        |
| (243096) Klauswerner      | 12 września 2007       |
| (249010) Abdel-Samad      | 26 sierpnia 2007       |
| (256696) 2008 AS1         | 7 stycznia 2008        |
| (262704) 2006 XG4         | 14 grudnia 2006        |
| (264072) 2009 ST169       | 26 września 2009       |
| (274105) 2008 DC4         | 26 lutego 2008         |
| (278200) Olegpopov        | 11 marca 2007          |
| (278398) 2007 QF5         | 26 sierpnia 2007       |
| (283141) 2008 YW26        | 28 grudnia 2008        |
| (291922) 2006 QM23        | 20 sierpnia 2006       |
| (293286) 2007 DM          | 16 lutego 2007         |
| (293359) 2007 EE          | 7 marca 2007           |
| (294705) 2008 BY14        | 29 stycznia 2008       |
| (295742) 2008 UF95        | 25 października 2008   |
| (296130) 2009 BT73        | 30 stycznia 2009       |
| (296274) 2009 DV47        | 28 lutego 2009         |
| (300079) 2006 UF215       | 26 października 2006   |
| (300996) 2008 GG21        | 7 kwietnia 2008        |
| (301265) 2009 BG79        | 29 stycznia 2009       |
| (301412) 2009 DF46        | 28 lutego 2009         |
| (305454) 2008 DP4         | 27 lutego 2008         |
| (305631) 2009 BN12        | 26 stycznia 2009       |
| (311950) 2007 DN          | 16 lutego 2007         |
| (314902) 2006 VA95        | 15 listopada 2006      |
| (315175) 2007 HW14        | 20 kwietnia 2007       |
| (315590) 2008 CZ117       | 12 lutego 2008         |
| (319767) 2006 UZ214       | 24 października 2006   |
| (320645) 2008 CA118       | 12 lutego 2008         |
| (321832) 2010 RB75        | 5 września 2010        |
| (327417) 2005 VP119       | 8 listopada 2005       |
| (332717) 2009 SJ171       | 28 września 2009       |
| (336361) 2008 UT          | 19 października 2008   |
| (342930) 2009 AV1         | 3 stycznia 2009        |
| (352520) 2008 CC118       | 12 lutego 2008         |
| (367404) 2008 QX18        | 29 sierpnia 2008       |
| (372395) 2009 QH35        | 26 sierpnia 2009       |
| (381713) 2009 QQ6         | 18 sierpnia 2009       |
| (384045) 2008 UY204       | 26 października 2008   |
| (386615) 2009 QP6         | 18 sierpnia 2009       |
| (395057) 2009 FK3         | 17 marca 2009          |
| (402591) 2006 SP77        | 23 września 2006       |
| (402609) 2006 SB218       | 21 września 2006       |
| (407349) 2010 RJ90        | 11 września 2010       |
| (418928) 2009 DJ1         | 18 lutego 2009         |
| (419104) 2009 SK171       | 28 września 2009       |
| (425004) 2009 DN39        | 18 lutego 2009         |
| (425052) 2009 QP32        | 23 sierpnia 2009       |
| (435913) 2009 BR73        | 30 stycznia 2009       |
| (435914) 2009 BX81        | 29 stycznia 2009       |
| (444689) 2007 EP9         | 9 marca 2007           |
| (469790) 2005 RH5         | 7 września 2005        |
| (543308) 2013 XJ24        | 10 grudnia 2013        |
| (545254) 2011 EQ17        | 6 marca 2011           |
| (546181) 2010 TM170       | 13 października 2010   |
| (549203) 2011 EE78        | 2 marca 2011           |
| (553241) 2011 FK          | 22 marca 2011          |
| (553974) 2012 FF15        | 21 marca 2012          |
| (571438) 2007 RG14        | 9 września 2007        |
| (573145) 2008 YZ27        | 28 grudnia 2008        |
| (573259) 2009 BC13        | 25 stycznia 2009       |
| (573274) 2009 BP73        | 30 stycznia 2009       |
| (571438) 2007 RG14        | 9 września 2007        |
| (576435) 2012 SF9         | 18 września 2012       |
| (578455) 2014 DC34        | 1 lutego 2014          |
| (588652) 2008 QS          | 23 sierpnia 2008       |
| (593268) 2015 KY75        | 18 maja 2015           |
| (598341) 2008 NO1         | 4 lipca 2008           |
| (600439) 2011 WS73        | 28 listopada 2011      |

Rolf Apitzsch (ur. 1943) – niemiecki astronom amator. Na poważnie astronomią zajął się po przejściu na emeryturę w 1999 roku. Obserwacje prowadzi ze swojego przydomowego obserwatorium w Wildbergu.
W latach 2004–2015 odkrył 89 planetoid.
W uznaniu jego pracy jedną z planetoid nazwano (29214) Apitzsch.